# Barra do Piraí
Barra do Piraí – miasto i gmina w Brazylii, w stanie Rio de Janeiro. Znajduje się w mezoregionie Sul Fluminense i mikroregionie Barra do Piraí.